# Cerithium maculosum
Cerithium maculosum är en snäckart som beskrevs av Kiener 1841. Cerithium maculosum ingår i släktet Cerithium och familjen Cerithiidae. Inga underarter finns listade i Catalogue of Life.